# La pescatrice
La pescatrice, ovveri L'erede riconosciuta (Fiskarflickan eller Den upptäckta arvtagerskan) är en opera buffa i två akter med musik av Niccolò Piccinni till okänt libretto.
La pescatrice var ett längre operaintermezzo, ett enkelt drama för fyra personer att uppföras mellan tre akter av en opera seria. Premiären var den 9 januari 1766 på Teatro Capranica i Rom. Operan uppfördes både i Tyskland och i Italien. Bland de konventionella ariorna återfinns två cavatinor förutom tre duetter och två korta finaler.
Arvtagerskan Silvia förmodas vara död, men har uppfostrats av fiskaren Licone ovetande om sin bakgrund. En storm tvingar dem att landstiga på en ö där de räddas av Dorilla. Slottet dit de förs visar sig tillhöra Silvia. Den regerande greven är son till den man som tvingade Silvia att fly. Greven gifter sig med Silvia och Licone med Dorilla.